# هژمونی پولی

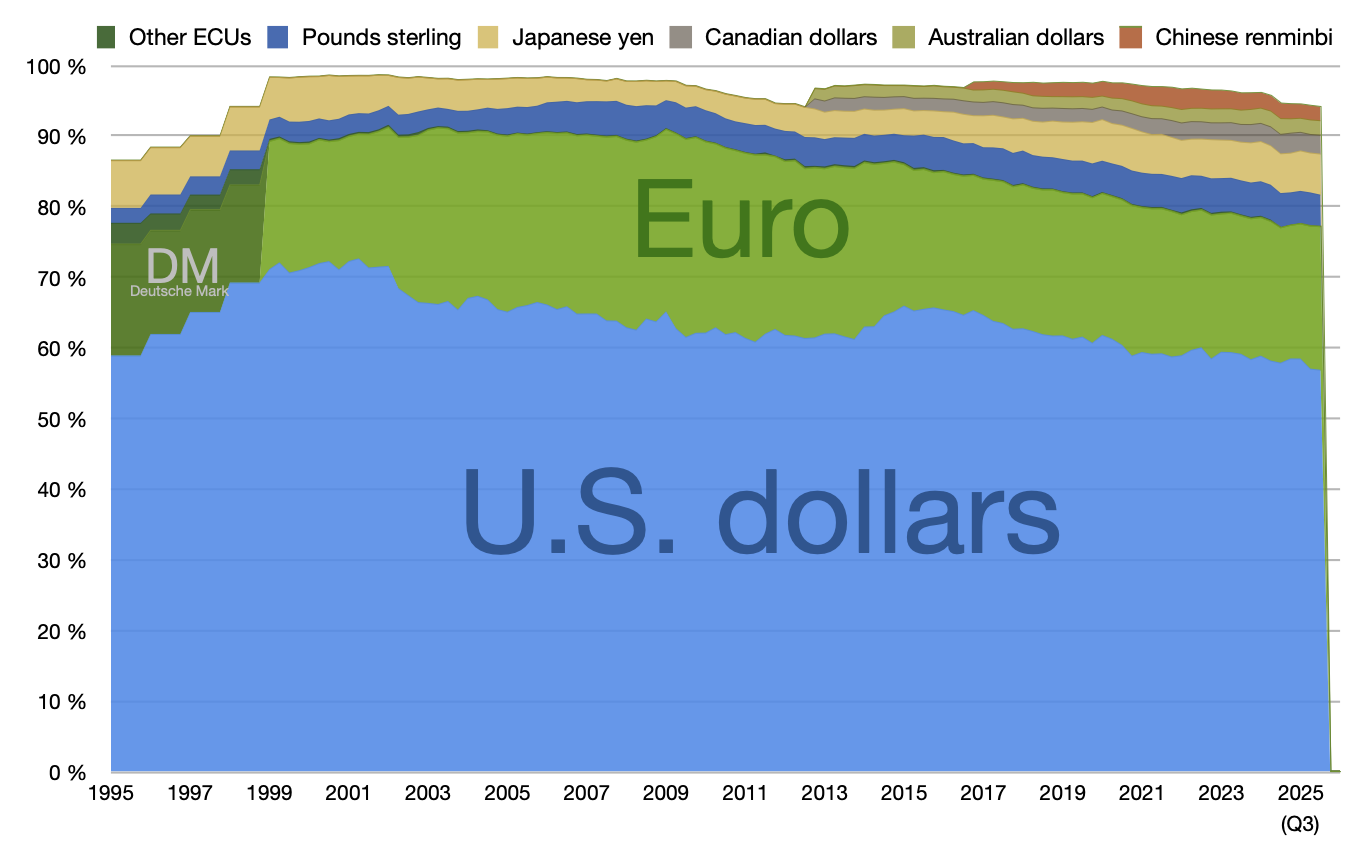
توزیع ارزهای ذخیره جهانی

هژمونی پولی یک مفهوم اقتصادی و سیاسی است که در آن یک کشور واحد پولی تعیین کننده ای بر عملکردهای سیستم پولی بین المللی دارد . یک کشور برای داشتن هژمون پولی نیاز دارد: 
- دسترسی بالا به اعتبارات بین المللی داشته باشد
- دسترسی به بازارهای ارز خارجی داشته باشد
- مدیریت مشکلات تراز پرداخت داشته باشد ( که در آن هژمون بدون محدودیت تراز پرداخت فعالیت می کند)
- قدرت مستقیم (و مطلق) برای اجرای واحد محسابه داشته باشد (که محاسبات اقتصادی در اقتصاد جهانی انجام می شود ).

اصطلاح هژمونی پولی برای اولین بار در سوپر امپریالیسم مایکل هادسون ظاهر شد که رابطه نامتقارن دلار آمریکا با اقتصاد جهانی و ساختارهای این بنای هژمونیک  که هادسون احساس می کرد از آن حمایت می کند را توصیف می کند ، یعنی صندوق بین المللی پول و بانک جهانی . دلار آمریکا همچنان زیربنای اقتصاد جهان است و ارز اصلی برای اکثر مبادلات بین المللی ، واحد محسابه (به عنوان مثال قیمت گذاری نفت) و واحد ذخیره (به عنوان مثال برگه سهام و اوراق بهادار) علی رغم دیدگاه های مخالف است و  در حالت نزول هژمونیک نیست. Fields & Vernengo ، 2011 ، 2012). 
سیستم پولی بین المللی شاهد دو هژمون پولی است: بریتانیا و ایالات متحده. 

## هژمونی پولی بریتانیا
بریتانیا در سال 1871 با پذیرش استاندارد طلا ، به طور گسترده به وضعیت هژمون پولی رسید. در طول استاندارد طلای اواخر قرن نوزدهم ، انگلیس بزرگترین صادرکننده سرمایه های مالی شد. پایتخت آن ، لندن ، همچنین مرکز بازارهای جهانی طلا ، پول و مالی تبدیل شد. این دلیل عمده ای بود كه دولتها استاندارد طلا را پذیرفتند. برای اینکه پاریس ، برلین و سایر مراکز مالی بتوانند تجارت اقتصادی پرسود مالی لندن را به خود جلب کنند ، لازم بود از استاندارد طلای انگلیس تقلید شود ، زیرا این امر باعث کاهش هزینه های معامله ، اعتبار نمایندگی و سیاست مالی کارای دولت می شد (شوارتز ، 1996). شهر لندن تأمین کننده بیشتر اعتبارات کوتاه مدت و بلند مدت بود که به خارج از کشور پخش می شد. تسهیلات مالی گسترده آن اعتبار ارزانتری را فراهم کرده است که باعث تقویت قدرت پوند از طریق عمیق تر کردن کاربرد آن برای پرداخت های بین المللی می شود. مطابق گفته والتر (1991) ، در دهه های 1913-1970 ، "صورتحساب های استرلینگ و اعتبارهای کوتاه مدت شاید 60 درصد تجارت جهانی را تأمین می کردند" (ص 88). 
سرمایه گذاری خارجی انگلیس استفاده از استرلینگ در اقتصادهای خارجی را ترویج داد. در سال 1850 ، دارایی خالص خارج از کشور انگلیس از 7 درصد سهام ثروت ملی خالص به 14 درصد در سال 1870 و به حدود 32 درصد در سال 1913 رسید (ادلشتاین ، 1994). چیزی جهان قبل از این هرگز ندیده بود كه مردم یک کشور اینقدر درآمد ملی و پس انداز خود را به سرمایه گذاری های خارجی بپردازند. شیوه های وام دهی خارجی انگلیس دارای دو جنبه فنی بود که اعتبار بیشتری به برجستگی استرلینگ به عنوان واحد ذخیره و واسطه مبادله می داد: اول ، وام های انگلیس به خارجی ها به صورت استرلینگ انجام می گرفت ، که به کشور وام دهنده امکان می داد بدهی های خود را با سهولت بیشتری به صورت استرلینگ پرداخت کند ، و دوم ، استفاده از دستورالعمل های کتبی بریتانیا برای پرداخت یا مبادله قبوض در لندن برای تأمین مالی تجارت بین المللی بود. 
مهمتر از همه ، توانایی بی نظیر آن برای انجام کسری حساب جاری از طریق انتشار ارز نامحدود و نرخ تنزیل آن ، انگلیس را از امتیاز ویژه ای برخوردار کرده است. نرخ تنزیل تأثیر مهمی بر تراز پرداخت انگلیس بدون توجه به آنچه سایر بانکهای مرکزی انجام می دادند می گذاشت(کلیولند ، 1976 ، ص 17). هنگامی که سایر بانکهای مرکزی درگیر جنگ علیه جریان سرمایه های بین المللی شدند ، "بانک مرکزی انگلیس می توانست سخت ترین کار را انجام دهد" (Eichengreen ، 1985 ، ص 6). از این نظر ، هژمونی پولی انگلیس به ندرت مورد تهدید بحرانهای تبدیل در ذخایر طلای خود قرار گرفت و با نرخ تنزیل عایق بندی شد و تمام نرخ‌های خارجی از نرخ انگلیس پیروی کردند. برجستگی و اعتبار برجسته لندن باعث شد كینز (1930) بنویسد كه نوسان لندن "در شرایط اعتبار در سراسر جهان به قدری غالب بود كه بانك انگلیس تقریباً می توانست ادعا كند هدایت ارکستر بین المللی است" (ص 306 -307).  
موضع انگلیس به دلیل رقابت بین دولتی ، سرمایه گذاری ناكافی داخلی و جنگ جهانی اول از بین رفت ، با وجود ضعف های اقتصادی ، تغییر سیاسی انگلیس پس از جنگ جهانی اول ادامه یافت و این منجر به استاندارد مبادله طلا كه در كنفرانس جنوا در سال 1922 ایجاد شد. این سیستم نه تنها به دلیل ناتوانی انگلیس بلکه به دلیل عدم تمرکززدایی فزاینده سیستم پولی بین المللی با ظهور نیویورک و پاریس به عنوان مراکز مالی که به سقوط استاندارد مبادله طلا در سال 1931 منجر شد ، شکست خورد. استاندارد بورس طلا در دوره میانه جنگ ، همانطور که کیندلبرگر با صراحت اظهار داشت ، فروپاشی کرد زیرا "انگلیس نمی توانست و آمریکا نمی توانست." در حقیقت ، کیندلبرگر تنوع کمی متفاوت از هژمونی پولی را ارائه می دهد که دارای پنج عملکرد است و نه تنها سه تعریفی که در اینجا وجود دارد. 

## هژمونی پولی آمریکا
پایان جنگ جهانی دوم شاهد نوسان مجدد قدرت پولی در دست ایالات متحده بود که در اثر جنگ عقب مانده بود. ایالات متحده از جنگ جهانی دوم با آرمان های وابستگی متقابل اقتصادی ، مسئولیت پذیری و نوع دوستی ، که در چشم انداز چند جانبه گرایی جهانی بیان شده ، ظهور کرده است. مهمتر از همه ، چند جانبه گرایی صرفاً به معنای عدم تبعیض از طریق از بین بردن یا کاهش موانع و موانع تجارت بود ، اما مهمتر از آن ، حفظ موانع "که بکارگیری آنها به روش غیر تبعیض آمیز دشوار بود" (راگی ، 1982 ، ص 213). در اصل ، اصطلاح چند جانبه گرایی امروز ، در مقایسه با آنچه که پس از جنگ جهانی دوم معنی داشت متفاوت است. منافع ایالات متحده در اقتصاد جهانی چند جانبه و لیبرال کاملاً در  آرمان گرایی بین المللی پایه ریزی نمی شود. انقباض و محاسبه ضرورت تولید مازاد صادراتی ایالات متحده بود. این امر می تواند از هزینه های دولت جلوگیری کند ، اقتصاد داخلی را تحریک کند ، جایگزین سرمایه گذاری داخلی شود و از سازماندهی مجدد برای برخی از صنایع در اقتصاد که در طول جنگ جنگ ساخته شده بودند جلوگیری کند. به همین دلایل ، "ایده مازاد صادراتی اهمیت ویژه ای به خود گرفت" (بلوک ، 1977 ، ص 35) برای ایالات متحده. بنابراین تولید مازاد صادراتی با ایجاد اقتصاد جهانی عاری از سیستم های امپریالیستی و همچنین پرداخت های دو جانبه و سیستم های بازرگانی ارتباط نزدیکی داشت. بنابراین ایالات متحده قصد دارد امپراتوری پیشینیان خود را به تجارت آمریکا باز کند و از تعهد انگلیس برای ایجاد سیستم پولی پس از جنگ از طریق اهرم مالی ، یعنی توافق نامه مالی انگلیس و آمریکا 1945 ، حمایت کند. 
با این حال ، این واقعیت جدید از چند جانبه گرایی جهانی از واقعیت های اقتصادی جدید یک اروپایی جنگ زده ، نشانه عدم توانایی مالی انگلیس برای حفظ قابلیت تبدیل استرلینگ بود . همراه با این واقعیت اقتصادی جدید ، تهدید سیاسی - نظامی اتحاد جماهیر شوروی بود. در 29 دسامبر سال 1945 ، تنها دو روز قبل از انقضا برتون وودز ، وزیر امور خارجه اتحاد جماهیر شوروی ویاچسلاو مولوتف به جورج کننان اطلاع داد ، "که مبلغ [ارائه شده] اتحاد جماهیر شوروی در مقالات مشترک مورد توافق واقع نخواهد شد.» (جیمز و همکاران ، 1994 ، ص 617). دو ماه بعد ، در فوریه سال 1946 ، كنان تلگرام معروف خود را به واشنگتن ارسال كرد كه در آن سؤال كرد كه چرا اتحاد جماهیر شوروی توافقنامه برتون وودز را تصویب نكرده است. تلگرام بعداً آغاز سیاست جنگ آمریکا در نظر گرفته می شود (جیمز و همکاران ، 1994). 
بنابراین ایالات متحده دیدگاه خود را از چند جانبه گرایی جهانی به چند جانبه گرایی منطقه ای تغییر داد ، که از طریق برنامه مارشال ، برنامه بازیابی اروپا (EUP) و اتحادیه پرداختهای اروپا (EPU) در اروپا ترویج خواهد کرد. با انحلال EPU ، با آمدن سیستم پولی برتون وودز در سال 1958 ، چشم انداز دنیای چند جانبه واقعی یافت. در همان سال آغاز کسری تراز پرداخت دائمی ایالات متحده بود. 
در طول دهه 1960 ، سیستم برتون وودز به ایالات متحده این اجازه را داده بود كه تقریباً 70 درصد از كسرهای پرداختی موجودی خود را از طریق فرآیندهای دوگانه سودآوری طلا و تأمین مالی بدهی تأمین كند. تأمین مالی این بدهی ایالات متحده را قادر به انجام مخارج سنگین نظامی در خارج از کشور و "تعهدات خارجی" و حفظ انعطاف پذیری قابل توجه در سیاست اقتصادی داخلی "می نمود (گوا ، 1983 ، ص 63). 
در سال 1970 ، ایالات متحده در مرکز بی ثباتی بین المللی بود که نتیجه رشد سریع پولی آن بود (جیمز ، 1996). با این حال ، ایالات متحده آمریكا از سرنوشت پول اصلی پیشینیان (به عنوان مثال) آموخته بود استرلینگ) تجربه انگلیس به عنوان یک هژمون پولی ، مشکلات را با ارز ذخیره ارزی مواجه کرد ، هنگامی که مقامات پولی خارجی ، افراد و سرمایه گذاران برای تبدیل ذخایر خود تصمیم گرفتند. از نظر قدرت پولی تعریف شده توسط ذخایر ، سهم ذخایر ایالات متحده از 50 درصد در سال 1950 به 11 درصد در آگوست 1971 کاهش یافته است (اودل ، 1982 ، ص 218). اگرچه ، ایالات متحده در دفاع از قابلیت تبدیل به طور قابل توجهی ضعیف شده بود ، قدرت تصمیم گیری این کشور برای هیچ یک دوم نبود. ایالات متحده به جای اینکه محدود به سیستم ایجاد شده باشد ، به این نتیجه رسید که "بهتر است به سیستم حمله کنیم تا اینکه در درون آن کار کنیم" (جیمز ، 1996 ، ص 203). این تصمیم مبتنی بر شناخت جدایی ناپذیر بین سیاست خارجی و سیاست پولی بود . خاتمه سیستم برتون وودز حاکی از انقیاد سیاست پولی با سیاست خارجی بود. بسته شدن پنجره طلایی برعکس بود که به "آزاد ... سیاست خارجی از محدودیت هایی که در اثر ضعف های سیستم مالی اعمال می شود" محول شد (گووا ، 1983 ، ص 69). 
هژمونی پولی ایالات متحده همانطور که سیستم برتون وودز همچنان ادامه دارد ، همانطور که دالی ، فولکرتز-لانداو ، گاربر (2003) در کار خود می نویسند مقاله ای در مورد سیستم اصلاح شده برتون وودز است . قوانین سیستم برتون وودز به همین شکل باقی مانده است اما بازیکنان تغییر کرده اند. سیستم Post Bretton Woods یا Bretton Woods II حاشیه جدیدی را ایجاد کرده است که برای آن استراتژی توسعه با رشد صادرات پشتیبانی می شود که از نرخ ارز کم ارزش ، کنترل سرمایه و خروج سرمایه رسمی به شکل انباشت مطالبات ذخیره دارایی در مرکز حمایت می شود. ، آسیا جایگزین اروپا در تأمین کسری بودجه پرداخت آمریکا شده است. 

## همچنین ببینید
- Federal Reserve System
- Numismatics
- Petrodollar recycling
- Petrodollar warfare
- Petroeuro
- Seignorage
- World currency

## بیشتر خواندن
- Bergsten, C. F. (1975). The dilemmas of the dollar: The economics and politics of United States international monetary policy. London, UK: Macmillan Press Ltd.
- Cleveland, H. (1976). "The international monetary system in the interwar period". In Ed. Rowland, B. (1976). Balance of power or hegemony: The interwar monetary system. New York, NY: New York University Press. 1-59.
- Cohen, B. (1977). Organizing the world’s money: the political economy of international monetary relations.
- De Cecco, M. (1974). Money and empire: The international gold standard, 1890-1914. London, UK: Basil Blackwell.
- Edelstein, M. (1994). Foreign investment and accumulation, 1860-1914. In Eds. Floud, R. & McCloskey, D. (1994). The economic history of Britain since 1700 2nd ED, Vol. 2: 1860-1939. Cambridge, UK: Cambridge University Press.
- Fields, D.; M. Vernengo (2011). Hegemonic Currencies during the Crisis: The Dollar versus the Euro in a Cartalist Perspective. Levy Economics Institute Working Paper No. 666.
- Eichengreen, B. (1985). "Conducting the international orchestra: Bank of England leadership under the classical gold standard". Journal of International Money and Finance. 6 (1): 5–29. doi:10.1016/0261-5606(87)90010-6.
- Gilpin, R. (1975). U.S. power and the multinational corporation. London, UK: The Macmillan Press Ltd.
- Gilpin, R. (1973). "The politics of transnational economic relations".  In Keohane, R. O. (ed.). Transnational relations and world politics. Cambridge, Mass., USA: Harvard University Press. pp. 48–69.
- Gowa, J. (1983). Closing the gold window: Domestic politics and the end of Bretton Woods. Ithaca, New York, USA: Cornell University Press.
- Hellenier, E. (1994). States and the reemergence of global finance: From Bretton Woods to the 1990s. Ithaca, New York, USA: Cornell University Press.
- Hudson, M. (2003). Super imperialism: The origin and fundamentals of US world dominance (2nd ed.). London, UK: Pluto Press.
- James, H.; James, M. (1994). "The origins of the Cold War: Some new documents". The Historical Journal. 37 (3): 615–622. doi:10.1017/s0018246x00014904. JSTOR 2639920.
- James, H. (1996). International monetary cooperation since Bretton Woods. Washington, D.C.: International Monetary Fund.
- Kindleberger, C. P. (1973). The world in depression. London, UK: Allen Lane The Penguin Press.
- Mundell, R. (2003). "Currency areas, exchange rate systems, and international monetary reform".  In Salvatore, D. (ed.). The dollarization debate. Oxford, UK: Oxford University Press. pp. 17–45.
- Mundell, R. (1996). "European Monetary Union and the international monetary system".  In Baldassarri, A. (ed.). The international system between new integration and neo-protectionism (Central issues in Contemporary economic theory and policy series). London, UK: Macmillan. pp. 81–128.
- Odell, J. S. (1982). U.S. International Monetary Policy. Princeton, New Jersey: Princeton University Press.
- Ruggie, J. G. (1982). International regimes, transactions, and change: embedded liberalism in the postwar economic order. In Ed. Krasner, S. (1983). International regimes. Ithaca, NY: Cornell University Press. 195-231.
- Schwartz, A. (1996). The operation of the specie standard: Evidence for core and peripheral countries, 1880-1990. In Ed, Bordo, M. (1999). The gold standard and related regimes: Collected essay. Cambridge, UK: Cambridge University Press.